# ولادیمیر آبرامیان
ولادیمیر آرامائیسی آبرامیان (ارمنی: Վլադիմիր Արամայիսի Աբրամյան؛  زادهٔ ۲۶ ژانویهٔ ۱۹۳۴ - درگذشته ۱۵ اکتبر ۱۹۷۷) مهندس، مخترع اهل ارمنستان بود.

## زندگی‌نامه
وی در ۲۶ ژانویهٔ ۱۹۳۴ در مسکو به دنیا آمد . همچنین برندهٔ جوایزی همچون نشان پرچم سرخ کار و نشان برجسته افتخار شده‌است. وی در ۱۵ اکتبر ۱۹۷۷ در سن ۴۳ سالگی در ایژوسک درگذشت.